# Imperiul Bizantin sub Dinastia Paleologilor
Imperiul Bizantin a fost condus de dinastia Paleologilor în perioada cuprinsă între 1261 și 1453, de la restabilirea stăpânirii bizantine la Constantinopol de către uzurpatorul Mihail al VIII-lea Paleologul, după recucerirea sa de la Imperiul Latin, fondat după a patra cruciadă (1204), până la căderea Constantinopolului în fața Imperiului Otoman. Împreună cu Imperiul Niceean precedent și cu Frankokratia contemporană, această perioadă este cunoscută ca Imperiul Bizantin târziu.
De la început regimul s-a confruntat cu numeroase probleme. Turcii din Asia Mică au început să efectueze raiduri și să se extindă pe teritoriul bizantin din Asia Mică până în 1263, la doar doi ani după înscăunarea primului împărat din dinastia Paleolog Mihail al VIII-lea. Anatolia, care formase însăși inima imperiului care se micșora, a fost pierdută sistematic în fața numeroșilor ghazi turci, ale căror raiduri au evoluat în expediții de cucerire inspirate de zelul islamic, perspectiva câștigului economic și de dorința de a căuta refugiu de mongoli  după dezastruoasa bătălie de la Köse Dağ din 1243. Paleologii au fost angajați pe mai multe fronturi, adesea în mod continuu, în timp ce aprovizionarea imperiului cu hrană și cu forță de muncă se diminua. În această perioadă, Imperiul Bizantin s-a aflat continuu în război, atât civil, cât și interstatal, majoritatea conflictelor interstatale fiind cu alte imperii creștine. Cel mai frecvent, acestea au fost cu Al Doilea Imperiu Bulgar, Imperiul Sârb, rămășițele Imperiului Latin și chiar Cavalerii Ospitalieri.
Pierderea de terenuri în est în favoarea turcilor și în vest în favoarea bulgarilor a coincis cu două războaie civile dezastruoase, Moartea Neagră și cutremurul de la Gallipoli din 1354, care a permis turcilor să ocupe peninsula. Până în 1380, Imperiul Bizantin era format din capitala Constantinopol și alte câteva exclave izolate, care îl recunoșteau doar nominal pe Împărat ca stăpân al lor. Cu toate acestea, diplomația bizantină, intrigile politice și invazia Anatoliei de către Timur au permis Bizanțului să supraviețuiască până în 1453. Ultimele rămășițe ale Imperiului Bizantin, Despotatul Moreei și Imperiul Trapezund, au căzut la scurt timp după aceea.
Cu toate acestea, perioada paleologă a fost martoră la o înflorire în arte și litere - în ceea ce s-a numit Renașterea paleologă. Migrația savanților bizantini în Occident a contribuit și la declanșarea Renașterii italiene.